# Jag förtröstar varje dag
Jag förtröstar varje dag är en sång av Page Edgar Stites, vers 1 och 2 skriven (?) eller översatt (?) av Thorsten Kjäll. 
Musiken är komponerad av Ira David Sankey.

## Publicerad i
- Frälsningsarméns sångbok 1990 som nr 557 under rubriken "Erfarenhet och vittnesbörd".
- Sångboken 1998 som nr 55.